# Jacek Styszyński
Jacek Juliusz Styszyński (ur. 1954 w Jarocinie) – polski fizyk, specjalizujący się w fizyce atomowej i molekularnej; nauczyciel akademicki związany z Uniwersytetem Szczecińskim.

## Życiorys
Urodził się w 1954 w Jarocinie, gdzie spędził dzieciństwo i wczesną młodość. Ukończył tam kolejno Szkołę Podstawową nr 4 (1969) i I Liceum Ogólnokształcące im., Tadeusza Kościuszki, gdzie uczęszczał do klasy o profilu biologiczno-chemicznym. Po pomyślnie zdanym egzaminie maturalnym w 1973 roku podjął studia na Wydziale Matematyki, Fizyki i Chemii Uniwersytecie im. Adama Mickiewicza w Poznaniu ukończone zdobyciem tytułu zawodowego magistra w 1978 roku. Bezpośrednio potem znalazł zatrudnienie jako asystent w ówczesnej Wyższej Szkole Pedagogicznej w Szczecinie (od 1985 roku Uniwersytet Szczeciński). Jednocześnie prowadził dalszą karierę naukową otrzymując stanowiska adiunkta i profesora nadzwyczajnego. W 1989 roku otrzymał stopień naukowy doktora nauk fizycznych na Uniwersytecie Mikołaja Kopernika w Toruniu. W 2008 roku Rada Naukowa Instytutu Fizyki Uniwersytetu Mikołaja Kopernika nadała mu stopień doktora habilitowanego nauk fizycznych w zakresie fizyki o specjalności fizyka atomowa i molekularna na podstawie pracy nt. Badanie efektów relatywistycznych w molekułach. Metody czteroskładnikowe. Na Uniwersytecie Szczecińskim pełnił kilka ważnych funkcji organizacyjnych. W latach 2008–2012 był prodziekanem ds. studenckich Wydziału Matematyczno-Fizycznego Uniwersytetu Szczecińskiego. Od 2012 roku piastuje urząd prorektora ds. kształcenia. Poza pracą na uczelni jest członkiem Polskiego Towarzystwa Fizycznego od 1978 roku.